# Tunnel de Saint-Martin-d'Estréaux
Le tunnel de Saint-Martin-d'Estréaux, est un tunnel ferroviaire de la ligne de Moret - Veneux-les-Sablons à Lyon-Perrache. Il est situé sur le territoire de la commune de Saint-Martin-d'Estréaux, dans le département de la Loire, en région Auvergne-Rhône-Alpes.

## Situation ferroviaire
Établie à une altitude moyenne de 418 mètres et long 1 383 mètres, le tunnel de Saint-Martin-d'Estréaux est située au point kilométrique (PK) 386,400 de la ligne de Moret - Veneux-les-Sablons à Lyon-Perrache, entre la halte de Saint-Pierre-Laval (fermée) et la gare de Saint-Martin - Sail-les-Bains (fermée).

## Histoire
Le tunnel est rénové en 2014-2016, pour permettre une circulation à 110 km/h.